# Retssag
En retssag er en sag ved domstolene, som enten handler om idømmelse af straf (straffesag) eller om at en part (sagsøgeren) ønsker den anden part (sagsøgte) dømt til at betale et beløb, at foretage en nærmere bestemt handling, at ophøre med en nærmere bestemt handling, eller at anerkende en rettighed, som sagsøgeren mener at have i forhold til den sagsøgte (civil retssag).
En retssag består af mindst to parter. I civile sager er de to partere ligeværdige, den ene som sagsøger, den anden som sagsøgte. Der kan sagtens være flere sagsøgere og flere sagsøgte i samme sag. I straffesager er den ene part altid den offentlige anklagemyndighed, mens den anden part (eller de andre parter) er den tiltalte, altså den person, der er tiltalt for overtrædelse af det pågældende lands lovgivning.
Juridiske personer (dvs. selskaber, foreninger og lignende) kan være parter i retssager, både civilretligt og strafferetligt (sidstnævnte dog kun med henblik på bødestraf).
Staten, kommuner eller andre offentlige myndigheder kan være part i en hovedforhandling, idet borgere i de fleste lande kan anlægge sager ved domstolene for at afprøve myndighedernes grænser. I nogle lande foregår sådanne sager ved særlige forfatningsdomstole, mens de i andre lande, f.eks. i Danmark, afgøres ved de almindelige domstole.
I langt de fleste tilfælde repræsenteres parterne i en retssag af hver deres advokat(er). En part har mulighed for at føre sin egen sag, men retten kan under visse omstændigheder forlange, at en part lader sig repræsentere ved en advokat.
En retssag indledes med en stævning (i civile sager) eller et anklageskrift (i straffesager). Civile sager fortsættes herefter med en skriftlig eller mundtlig forberedelse. Retssager afsluttes med en hovedforhandling, hvorefter der afsiges dom.